# Théodore Simon Jouffroy
Théodore Simon Jouffroy (* 6. Juli 1796 in Les Pontets, Franche-Comté; † 4. Februar 1842 in Paris) war ein französischer Publizist und Philosoph.
Jouffroy widmete sich auf der École normale supérieure in Paris unter Victor Cousins Leitung dem Studium der Philosophie und erhielt nach der Julirevolution eine Anstellung an der genannten Anstalt als Lehrer der Philosophie.
1832 wurde er am Collège de France Nachfolger Thurots, welche Stelle er 1837 wieder niederlegte, und 1833 Mitglied der Académie des sciences morales et politiques.
Als Victor Cousin  Bildungsminister wurde, ernannte er Jouffroy zum Mitglied des Universitätsrats. Als Abgeordneter von Pontarlier (seit 1831) gehörte er zu den Doktrinären, deren Journal Le Globe er schon 1824 gründen half.
Als Schüler Cousins hat er besonders die schottische Philosophie berücksichtigt.
Er veröffentlichte eine französische Bearbeitung der Outlines of moral philosophy von Dugald Stewart (Paris 1826, 3. Aufl. 1841) und der sämtlichen Werke von Thomas Reid (Paris 1836, 6 Bde.), beide mit vorzüglichen Einleitungen; außerdem  Mélanges philosophiques (Paris 1833, 5. Aufl. 1875; neue Folge 1842, 4. Aufl. 1883), eine Auswahl der wichtigsten Artikel, welche von ihm im Globe erschienen waren.
Von seinen an der Sorbonne gehaltenen Vorlesungen erschienen der Cours de droit naturel (Paris 1833–42, 4. Aufl. 1866) und Cours d'esthétique (nach seinem Tod von Jean Philibert Damiron herausgegeben, 4. Aufl. 1883) im Druck.